# Avengers: Damage Control
Avengers: Damage Control es un videojuego de realidad virtual desarrollado por Marvel Studios y ILMxLAB. Fue lanzado el 18 de octubre de 2019 para las salas de The Void por tiempo limitado.

## Sinopsis
Shuri ha reclutado a su equipo de cuatro para probar su último diseño de prototipo, un "traje de respuesta de emergencia" que combina las tecnologías de Wakanda e Industrias Stark. Cuando un enemigo familiar, Ultron, del pasado de los Avengers busca robar la tecnología para sí mismo, tu equipo debe detenerlo antes de que desate una nueva era opresiva sobre el planeta. Se lucha junto a algunos de los Avengers como Doctor Strange, Wasp, Ant-Man y más en una carrera para proteger el mundo.

## Desarrollo
El productor Kevin Feige dijo: "Siempre estamos buscando nuevas historias y rincones del universo para que los exploren nuestros personajes. Ahora, después de más de una década de increíble apoyo, estamos emocionados de brindarles a los fans lo mismo, la oportunidad: ser parte del Marvel Cinematic Universe. Expandir la forma en que las personas pueden experimentar el MCU es algo que siempre estamos tratando de hacer, y en Avengers: Damage Control, queríamos darles a los fanáticos la oportunidad de vestirse junto a algunos de sus héroes favoritos por primera vez".
Con respecto al estado del juego en el canon del UCM, el equipo detrás de Avengers: Damage Control ha declarado que su canonicidad dentro de las películas puede ser discutible. "Queremos que sea auténticamente Marvel Studios. Entonces, lo abordamos de la misma manera que abordamos todo lo demás, como pueden ver", dijo el productor ejecutivo Dave Bushore: "Entonces, le dimos el mismo amor y atención y pasó por los mismos procesos creativos que pasamos con todo lo demás. Las mismas personas estuvieron involucradas en los mismos proyectos y muchos de los mismos productores talentosos tanto en el lado de los efectos visuales como en el el lado del estudio. Y también el talento de las películas. Sabes que esa es la clave, que la gente entre por primera vez y realmente experimente eso, y esté allí con sus personajes favoritos y sus héroes favoritos".